# Lekkoatletyka na Letnich Igrzyskach Olimpijskich 1976 – bieg na 400 m mężczyzn
Bieg na 400 metrów mężczyzn podczas XXI Letnich Igrzysk Olimpijskich w Montrealu rozegrano 26 (eliminacje i ćwierćfinały), 28 (półfinały) i 29 lipca 1976 (finał) na Stadionie Olimpijskim w Montrealu. Zwycięzcą został reprezentant Kuby Alberto Juantorena, który na tych samych igrzyskach zwyciężył również w biegu na 800 metrów.

## Rekordy

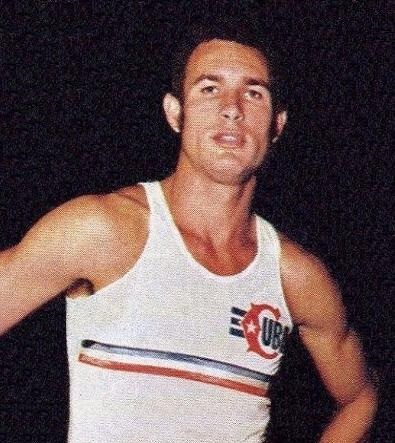
Alberto Juantorena

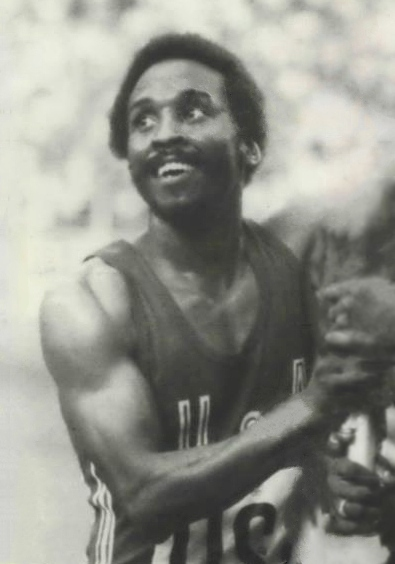
Fred Newhouse

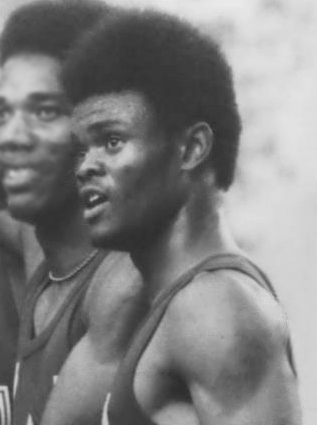
Herman Frazier

|                   | zawodnik  | narodowość        | czas  | data                      | miejsce |
| ----------------- | --------- | ----------------- | ----- | ------------------------- | ------- |
| Rekord świata     | Lee Evans | Stany Zjednoczone | 43,86 | 18 października 1968(dts) | Meksyk  |
| Rekord olimpijski | Lee Evans | Stany Zjednoczone | 43,86 | 18 października 1968(dts) | Meksyk  |

## Wyniki
| Poz. - pozycja |
| – rekord świata \| – rekord krajowy \| – rekord życiowy \| = – wyrównany rekord życiowy \| · – najlepszy wynik w sezonie \| = – wyrównany najlepszy wynik w sezonie \| – rekord olimpijski |
| Fn – falstart \| DNF – nie ukończył \| DNS – nie wystartował \| DSQ – zdyskwalifikowany |

### Eliminacje
Rozegrano sześć biegów eliminacyjnych. Do ćwierćfinałów awansowało po pięciu najlepszych zawodników z każdego biegu oraz dwóch z najlepszymi czasami spośród pozostałych.

#### Bieg 1
| Poz. | Zawodnik          | Narodowość        | Rezultat | Uwagi |
| ---- | ----------------- | ----------------- | -------- | ----- |
| 1    | Herman Frazier    | Stany Zjednoczone | 46,09    | Q     |
| 2    | Mike Sands        | Bahamy            | 46,52    | Q     |
| 3    | Zbigniew Jaremski | Polska            | 46,68    | Q     |
| 4    | Peter Grant       | Australia         | 47,03    | Q     |
| 5    | Bryan Saunders    | Kanada            | 47,24    | Q     |
| 6    | Carlos Noroña     | Kuba              | 48,46    |       |
| 7    | Hamil Grimes      | Barbados          | 49,24    |       |
| 8    | Wilfrid Cyriaque  | Haiti             | 51,49    |       |

#### Bieg 2
| Poz. | Zawodnik           | Narodowość         | Rezultat | Uwagi |
| ---- | ------------------ | ------------------ | -------- | ----- |
| 1    | Fred Newhouse      | Stany Zjednoczone  | 45,42    | Q     |
| 2    | Rick Mitchell      | Australia          | 46,11    | Q     |
| 3    | Jan Werner         | Polska             | 46,19    | Q     |
| 4    | Alfonso Di Guida   | Włochy             | 46,52    | Q     |
| 5    | Leighton Priestley | Jamajka            | 46,74    | Q     |
| 6    | Don Domansky       | Kanada             | 47,24    | q     |
| 7    | Errol Thurton      | Honduras Brytyjski | 48,91    |       |
| 8    | Ahmed Al-Assiri    | Arabia Saudyjska   | 49,72    |       |

#### Bieg 3
| Poz. | Zawodnik          | Narodowość        | Rezultat | Uwagi |
| ---- | ----------------- | ----------------- | -------- | ----- |
| 1    | Maxie Parks       | Stany Zjednoczone | 46,12    | Q     |
| 2    | Delmo da Silva    | Brazylia          | 47,21    | Q     |
| 3    | Iván Mangual      | Portoryko         | 47,39    | Q     |
| 4    | Karl Honz         | RFN               | 47,47    | Q     |
| 5    | Eddy Gutiérrez    | Kuba              | 47,89    | Q     |
| 6    | Renelda Swan      | Bermudy           | 49,13    |       |
| –    | Stawros Dziordzis | Grecja            | DNS      |       |
| –    | Tony Moore        | Fidżi             | DNS      |       |

#### Bieg 4
| Poz. | Zawodnik               | Narodowość          | Rezultat | Uwagi |
| ---- | ---------------------- | ------------------- | -------- | ----- |
| 1    | Fons Brydenbach        | Belgia              | 46,73    | Q     |
| 2    | Jerzy Pietrzyk         | Polska              | 46,92    | Q     |
| 3    | Franz-Peter Hofmeister | RFN                 | 47,17    | Q     |
| 4    | Ossi Karttunen         | Finlandia           | 47,22    | Q     |
| 5    | Glenn Bogue            | Kanada              | 47,42    | Q     |
| 6    | Raymond Heerenveen     | Antyle Holenderskie | 47,44    | q     |
| 7    | Wavala Kali            | Papua-Nowa Gwinea   | 48,85    |       |
| 8    | Ricardo Larios         | Nikaragua           | 50,52    |       |

#### Bieg 5
| Poz. | Zawodnik          | Narodowość        | Rezultat | Uwagi |
| ---- | ----------------- | ----------------- | -------- | ----- |
| 1    | David Jenkins     | Wielka Brytania   | 46,60    | Q     |
| 2    | Bernd Herrmann    | RFN               | 46,99    | Q     |
| 3    | Josip Alebić      | Jugosławia        | 47,03    | Q     |
| 4    | Markku Kukkoaho   | Finlandia         | 47,67    | Q     |
| 5    | Charles Joseph    | Trynidad i Tobago | 47,72    | Q     |
| 6    | Samba Dièye       | Senegal           | 47,98    |       |
| 7    | Bjarni Stefánsson | Islandia          | 48,34    |       |

#### Bieg 6
| Poz. | Zawodnik           | Narodowość               | Rezultat | Uwagi |
| ---- | ------------------ | ------------------------ | -------- | ----- |
| 1    | Mike Solomon       | Trynidad i Tobago        | 47,29    | Q     |
| 2    | Glen Cohen         | Wielka Brytania          | 47,77    | Q     |
| 3    | Alberto Juantorena | Kuba                     | 47,89    | Q     |
| 4    | Alfred Daley       | Jamajka                  | 48,04    | Q     |
| 5    | Fred Sowerby       | Antigua i Barbuda        | 48,12    | Q     |
| 6    | Avognan Nogboun    | Wybrzeże Kości Słoniowej | 48,24    |       |
| 7    | José Carvalho      | Portugalia               | 48,47    |       |

### Ćwierćfinały
Rozegrano cztery biegi ćwierćfinałowe. Do półfinałów awansowało po czterech najlepszych zawodników z każdego biegu.

#### Bieg 1
| Poz. | Zawodnik         | Narodowość        | Rezultat | Uwagi |
| ---- | ---------------- | ----------------- | -------- | ----- |
| 1    | Herman Frazier   | Stany Zjednoczone | 46,52    | Q     |
| 2    | Fons Brydenbach  | Belgia            | 45,56    | Q     |
| 3    | Karl Honz        | RFN               | 46,94    | Q     |
| 4    | Alfonso Di Guida | Włochy            | 47,07    | Q     |
| 5    | Ossi Karttunen   | Finlandia         | 47,45    |       |
| 6    | Peter Grant      | Australia         | 47,69    |       |
| 7    | Alfred Daley     | Jamajka           | 48,46    |       |
| 8    | Glenn Bogue      | Kanada            | 48,98    |       |

#### Bieg 2
| Poz. | Zawodnik           | Narodowość        | Rezultat | Uwagi |
| ---- | ------------------ | ----------------- | -------- | ----- |
| 1    | Rick Mitchell      | Australia         | 45,76    | Q     |
| 2    | Alberto Juantorena | Kuba              | 45,92    | Q     |
| 3    | Jerzy Pietrzyk     | Polska            | 46,30    | Q     |
| 4    | Bryan Saunders     | Kanada            | 46,42    | Q     |
| 5    | Leighton Priestley | Jamajka           | 46,45    |       |
| 6    | Mike Sands         | Bahamy            | 46,48    |       |
| 7    | Iván Mangual       | Portoryko         | 46,56    |       |
| 8    | Charles Joseph     | Trynidad i Tobago | 46,61    |       |

#### Bieg 3
| Poz. | Zawodnik        | Narodowość        | Rezultat | Uwagi |
| ---- | --------------- | ----------------- | -------- | ----- |
| 1    | Mike Solomon    | Trynidad i Tobago | 45,83    | Q     |
| 2    | Jan Werner      | Polska            | 45,88    | Q     |
| 3    | Maxie Parks     | Stany Zjednoczone | 45,99    | Q     |
| 4    | Bernd Herrmann  | RFN               | 46,07    | Q     |
| 5    | Markku Kukkoaho | Finlandia         | 46,24    |       |
| 6    | Eddy Gutiérrez  | Kuba              | 46,65    |       |
| 7    | Glen Cohen      | Wielka Brytania   | 47,67    |       |
| –    | Don Domansky    | Kanada            | DNS      |       |

#### Bieg 4
| Poz. | Zawodnik               | Narodowość          | Rezultat | Uwagi |
| ---- | ---------------------- | ------------------- | -------- | ----- |
| 1    | Fred Newhouse          | Stany Zjednoczone   | 45,97    | Q     |
| 2    | David Jenkins          | Wielka Brytania     | 46,18    | Q     |
| 3    | Franz-Peter Hofmeister | RFN                 | 46,20    | Q     |
| 4    | Delmo da Silva         | Brazylia            | 46,48    | Q     |
| 5    | Josip Alebić           | Jugosławia          | 46,94    |       |
| 6    | Zbigniew Jaremski      | Polska              | 47,10    |       |
| 7    | Fred Sowerby           | Antigua i Barbuda   | 48,03    |       |
| 8    | Raymond Heerenveen     | Antyle Holenderskie | 48,88    |       |

### Półfinały
Rozegrano dwa biegi półfinałowe. Do finału awansowało po czterech najlepszych zawodników z każdego biegu.

#### Bieg 1
| Poz. | Zawodnik           | Narodowość        | Rezultat | Uwagi |
| ---- | ------------------ | ----------------- | -------- | ----- |
| 1    | Alberto Juantorena | Kuba              | 45,10    | Q     |
| 2    | Fons Brydenbach    | Belgia            | 45,28    | Q     |
| 3    | Maxie Parks        | Stany Zjednoczone | 45,61    | Q     |
| 4    | Rick Mitchell      | Australia         | 45,69    | Q     |
| 5    | Bernd Herrmann     | RFN               | 45,94    |       |
| 6    | Bryan Saunders     | Kanada            | 46,46    |       |
| 7    | Alfonso Di Guida   | Włochy            | 46,50    |       |
| 8    | Delmo da Silva     | Brazylia          | 46,69    |       |

#### Bieg 2
| Poz. | Zawodnik               | Narodowość        | Rezultat | Uwagi |
| ---- | ---------------------- | ----------------- | -------- | ----- |
| 1    | Fred Newhouse          | Stany Zjednoczone | 44,89    | Q     |
| 2    | David Jenkins          | Wielka Brytania   | 45,20    | Q     |
| 3    | Herman Frazier         | Stany Zjednoczone | 45,24    | Q     |
| 4    | Jan Werner             | Polska            | 45,44    | Q     |
| 5    | Jerzy Pietrzyk         | Polska            | 45,65    |       |
| 6    | Franz-Peter Hofmeister | RFN               | 46,05    |       |
| 7    | Mike Solomon           | Trynidad i Tobago | 46,20    |       |
| 8    | Karl Honz              | RFN               | 46,63    |       |

### Finał
| Poz. | Zawodnik           | Narodowość        | Rezultat | Uwagi |
| ---- | ------------------ | ----------------- | -------- | ----- |
| 1    | Alberto Juantorena | Kuba              | 44,26    | [ 2 ] |
| 2    | Fred Newhouse      | Stany Zjednoczone | 44,40    |       |
| 3    | Herman Frazier     | Stany Zjednoczone | 44,95    |       |
| 4    | Fons Brydenbach    | Belgia            | 45,04    | [ 3 ] |
| 5    | Maxie Parks        | Stany Zjednoczone | 45,24    |       |
| 6    | Rick Mitchell      | Australia         | 45,40    | [ 3 ] |
| 7    | David Jenkins      | Wielka Brytania   | 45,57    |       |
| 8    | Jan Werner         | Polska            | 45,63    |       |